# آرشاک کوریان
آرشاک رافائلی کوریان (ارمنی: Արշակ Ռաֆայելի Կորյան; روسی: Аршак Рафаэльевич Корян؛ زادهٔ ۱۷ ژوئن ۱۹۹۵) بازیکن فوتبال ارمنی‌تبار اهل روسیه است.

## باشگاهی
از باشگاه‌هایی که در آن بازی کرده‌است می‌توان به باشگاه فوتبال لوکوموتیو مسکو، باشگاه فوتبال ویتس‌آرنهم و باشگاه فوتبال خیمکی اشاره کرد.

## تیم ملی
وی همچنین در تیم‌های ملی فوتبال زیر ۱۶ سال روسیه، زیر ۱۷ سال ارمنستان، زیر ۱۷ سال روسیه، زیر ۱۹ سال روسیه، تیم ملی فوتبال زیر ۲۱ سال روسیه و تیم ملی فوتبال ارمنستان بازی کرده‌است. یان نخستین بازی ملی خود را در چهارچوب 2020-21 UEFA Nations League, Group C2 در تاریخ ۵ سپتامبر ۲۰۲۰ در اسکوپیه در مقابل مقدونیه شمالی انجام داده‌است.